# El Nenjo
El Nenjo är en ort i Mexiko.   Den ligger i kommunen San Bartolo Tutotepec och delstaten Hidalgo, i den sydöstra delen av landet, 150 km nordost om huvudstaden Mexico City. El Nenjo ligger 1 327 meter över havet och antalet invånare är 105.
Terrängen runt El Nenjo är huvudsakligen bergig, men åt nordost är den kuperad. Runt El Nenjo är det ganska tätbefolkat, med 60 invånare per kvadratkilometer. Närmaste större samhälle är Huehuetla, 16,2 km öster om El Nenjo. I omgivningarna runt El Nenjo växer i huvudsak städsegrön lövskog.